# Downtown (canción de Neil Young)
«Downtown» es una canción del músico canadiense Neil Young, publicada en el álbum de estudio Mirror Ball (1995). La canción, grabada con miembros del grupo Pearl Jam, fue nominada como mejor canción de rock en la 38.ª edición de los premios Grammy.

## Lista de canciones
Todas las canciones escritas y compuestas por Neil Young. 
| N.º | Título                     | Duración |  |
| 1.  | «Downtown» (Edit)          | 4:08     |  |
| 2.  | «Downtown» (Album Version) | 5:08     |  |
| 3.  | «Big Green Country»        | 5:08     |  |

## Posición en listas
| Lista (1995)                | Posición |
| --------------------------- | -------- |
| Canadian RPM Singles Chart  | 13       |
| Canadian RPM Alternative 30 | 5        |
| Mainstream Rock Tracks      | 6        |